# James Purefoy
James Purefoy, cujo nome completo é James Brian Mark Purefoy (Taunton, 3 de junho de 1964), é um ator inglês, mais conhecido por interpretar Marco Antônio na série de televisão Rome e o serial killer Joe Carrol no seriado The Following.

## Vida e carreira
Purefoy foi criado em Somerset, na Inglaterra, e abandonou a escola aos 16 anos. Trabalhou numa fazenda de criação de porcos e na manutenção do Hospital Distrital de Yeovil antes de retomar os estudos, aos 18, optando pela atuação e cursando a Central School of Speech and Drama de Londres, onde conseguiu o papel de protagonista em Henrique V. Um diretor de elenco da prestigiada Companhia Real de Shakespeare viu o espetáculo e o convidou para fazer parte da trupe.
O jovem também começou a aparecer na TV de seu país, começando em Coasting (1990). O drama da BBC The Tenant of Wildfell Hall (1996) lhe deu grande exposição e o levou a ser escalado em filmes como Palácio das Ilusões (1999), Conversas de Mulheres (1999), Como Fazer Bebês (2000), Coração de Cavaleiro (2001), Feira das Vaidades (2004) e John Carter: Entre Dois Mundos (2012).
Os norte-americanos o conhecem no papel de Dominik Wright, o amante de Victoria Grayson em Revenge e se lembram até hoje de sua participação como Marco Antônio no seriado épico Roma (2005-2007), da HBO.
"O pessoal ainda adora essa série", se espanta Purefoy. "Vivo respondendo perguntas sobre ela. É uma mistura de interesse e revolta porque a HBO acabou engavetando o programa". Em sua opinião, Roma deveria ter continuado.
"Acho que é uma produção excepcional e teria fôlego para continuar, sim", afirma. "Além do mais, o meu papel era ótimo. Todos os roteiros eram de altíssimo nível. Cada vez que chegava eu já ficava todo afoito, doido para começar a ler."
Apesar disso, Purefoy continua na HBO, no papel recorrente de Rob em Episodes. "Olha só que engraçado, em 'Episodes' o meu personagem era um namorado supermeigo", ele ri, "e agora estou fazendo um cara que é exatamente oposto, saio matando a mulherada. Haja versatilidade!".
Aos 50 anos, o ator é divorciado da também atriz Holly Aird, com quem tem um filho, Joseph, de quinze anos, e vive uma vida tranquila em Londres.
Ele pretende voltar ao cinema depois do término da primeira temporada de The Following e revela que tem uma queda pelos filmes de ação.
"Já tomei uma navalhada no meio da testa de um dublê mais entusiasmado e tive que ser hospitalizado", conta, rindo. "Em compensação, eu o acertei na bochecha e acabou pegando a língua. Errei feio."
"Gosto de filme em que tenha que ralar. Podem me jogar na lama e me fazer enfrentar vários inimigos com a espada, nem ligo para os cortes e arranhões. Acho que é porque gosto de viver perigosamente, para dizer o mínimo", conclui.
Estreou no seriado da Netflix, Altered Carbon em 2 de fevereiro de 2018.

## Filmografia
| Ano           | Filme/Televisão                                 | Papel                                                       | Notas                                   |
| ------------- | ----------------------------------------------- | ----------------------------------------------------------- | --------------------------------------- |
| 1990          | Coasting                                        | Mike                                                        | seriado de TV                           |
| 1990          | Sherlock Holmes - "The Boscombe Valley Mystery" | James McCarthy                                              | Série de TV                             |
| 1992          | Angels                                          | Victor                                                      |                                         |
| 1995          | Feast of July                                   | Jedd Wainwright                                             |                                         |
| 1995          | Sharpe's Sword                                  | Capitão Jack                                                |                                         |
| 1997          | Jilting Joe                                     | Joe                                                         |                                         |
| 1998          | Bedrooms and Hallways                           | Brendan                                                     |                                         |
| 1999          | Mansfield Park                                  | Tom Bertram                                                 |                                         |
| 1999          | Women Talking Dirty                             | Daniel                                                      |                                         |
| 2000          | Lighthouse                                      | Richard Spader                                              |                                         |
| 2000          | Maybe Baby                                      | Carl Phipps                                                 |                                         |
| 2000          | The Wedding Tackle                              | Hal                                                         |                                         |
| 2000          | Don Quixote                                     | Sansón Carrasco                                             |                                         |
| 2001          | Tomorrow                                        | Andrew Spender                                              |                                         |
| 2001          | A Knight's Tale                                 | Edward, the Black Prince of Wales alias Sir Thomas Colville |                                         |
| 2002          | Resident Evil                                   | Spence Parks                                                |                                         |
| 2003          | Photo Finish                                    | James                                                       | ganhou o Jury Award for best actor      |
| 2003          | Lena: The Bride of Ice                          | Dr. Harper                                                  |                                         |
| 2004          | George and the Dragon                           | George                                                      |                                         |
| 2004          | Blessed                                         | Craig Howard                                                |                                         |
| 2004          | Vanity Fair                                     | Colonel Rawdon Crawley                                      |                                         |
| 2005          | Rome                                            | Marco Antônio                                               | 2 temporadas, 2005–2007                 |
| 2005          | Blackbeard: Terror at Sea                       | Edward Teach/Blackbeard                                     |                                         |
| 2006          | Goose on the Loose                              | Kenneth Donnelly                                            |                                         |
| 2006          | Beau Brummell: This Charming Man                | Beau Brummell                                               |                                         |
| 2009          | The Philanthropist                              | Teddy Rist                                                  | seriado de TV, 1 temporada, cancelado   |
| 2009          | Solomon Kane                                    | Solomon Kane                                                |                                         |
| 2011          | Camelot                                         | King Lot                                                    | seriado de TV, Starz. Episódios 1.1,1.2 |
| 2011          | Ironclad                                        | Marshall                                                    |                                         |
| 2011          | Injustice                                       | William Travers                                             | seriado de TV                           |
| 2011          | Revenge                                         | Dominik Wright                                              | seriado de TV, Episódios 1.17,1.18      |
| 2012          | John Carter: Entre Dois Mundos                  | Kantos Kan                                                  |                                         |
| 2012          | Richard II                                      | Mowbray                                                     |                                         |
| 2013–2015     | The Following                                   | Joe Carroll                                                 | seriado de TV                           |
| 2016–presente | Hap and Leonard                                 | Hap Collins                                                 | seriado de TV                           |
| 2016          | Roots                                           | John Waller                                                 | Minissérie para a TV                    |
| 2018          | Altered Carbon                                  | Laurens Bancroft                                            | Papel principal                         |
| 2019          | Sex Education                                   | Remi Milburn                                                |                                         |
| 2020          | El Candidato (Amazon Prime Video)               | Wayne Addison                                               | seriado de TV                           |